# 호시노 스미레
호시노 스미레(일본어: 星野 スミレ)는 후지코 F. 후지오의 만화인 파만과 도라에몽의 등장인물이다. 파만에서는 주연인 파만 3호로 등장하며 도라에몽에서도 조연으로 등장한다. 현재는 도라에몽에서도 일관성 있는 캐릭터이다.

## 파만에서의 호시노 스미레

### 호시노 스미레에 대하여
아이돌 소녀로 폭 넓은 세대에게 큰 인기를 자랑하고 있다. 나이는 파만 1호(미쓰오)와 같은 12세 전후이다. 가요 프로그램 외에도 수많은 CM과 드라마에 등장하며 연봉도 수천만 엔이다. 또한 배우로서 영화 출연 경력이 있다. 초등학생이자 스케줄이 굉장히 많은 바쁜 나날을 보내고 있다. 이동중인 자동차 안에서 자주 졸지만 학업도 소홀히하지 않고 양립시키고 있다.

### 파만 3호 (파코)
초등학생이자 여배우지만 히어로인 "파만"의 3번째 멤버인 "파만 3호"(통칭 - 파코)로 등장한다.

## 도라에몽에서의 호시노 스미레

### 개요
도라에몽에서는 성인이 된 스미레가 등장한다. 영화에서 주연을 맡는 등 대스타이며 도라에몽, 노비타, 스네오, 자이언은 스미레의 팬이다.

### 영화 "STAND BY ME 도라에몽"에서의 등장
직접적으로 본인이 등장하는 것은 아니지만 14년 후의 세계에서 노비타가 결혼할 장소의 광고판에서 "星野スミレ ディナーショー"라고 표시되어 있었다. 또한 현대 세계의 노비타의 방 벽장 속에서 "SUMIRE"라고 적힌 포스터가 있었다.

## 성우
쿠리 요코
파만 제1작 TV 애니메이션 시리즈 (1967~1968년)
도라에몽, 도라 Q 파만 (1980년 4월 8일)
불명
도라에몽, 올 마이 티파스 (1979년 7월 26일)
요코자와 케이코
『도라에몽』「그림자 잡고 프로젝터」(1980년 4월 30일)
카나이 미카
『도라에몽』「눈 라이트」(1993년 5월 28일)・「니히키메도죠우」(2002년 5월 31일)
마스야마 에이코
『파만』TV 제2시리즈 (1983–1985)
『파만』영화「Pa-Pa-Pa 더★무비 파만」(2003년 3월 8일)・「Pa-Pa-Pa 더★무비 파만 타코DE본! 아시HA본!」(2004년 3월 6일)
마스야마 에이코
『도라에몽』(2작 2기)「올 마이 티파스」(2005년 5월 6일)・「인기 스타가 새까맣게」(2007년 7월 13일)・「스쿠브! 노비타와 비밀의 데이트」(2007년 7월 27일)